# Unità di misura della Basilicata
Di seguito una panoramica delle antiche misurazioni lucane pre-unitarie, divise per beni.

## Terreni
L'unità di misura della superficie è il tomolo, assieme ai suoi multipli e sottomultipli: la canna, il palmo, la pignatta, la quartara, il rotolo, la soma, la versura, il carro.
Il valore del tomolo è variabile da comune a comune; a Potenza come a Matera corrisponde a 4.087,89 m2, sia nella misurazione catastale che in quella agraria. Nella misurazione agraria di Matera può anche corrispondere a 4.115,22 m2.
Misure locali correlate:
| 1 carro         | 20 versure  |
| 1 versura       | 3 tomoli    |
| 1 tomolo        | 2 mezzetti  |
| 1 mezzetto      | 2 quarti    |
| 1 quarto        | 2 stoppelli |
| 1 stoppello     | 3 misure    |
| 1 canna lineare | 8 palmi     |
| 1 palmo         | 26,5 cm     |

## Altri beni

### Legna da ardere
Si misura a quintale o a canna: la canna corrisponde all'incirca a 4 m3 (4,78 metri di lunghezza, 1,06 metri di altezza, 1,06 metri di larghezza). Si misura anche a soma di asino (da 50 a 100 kg) e a soma di mulo o di cavallo (da 130 a 150 kg).

### Olio
La pesa corrisponde a 20 litri, la pignatta a 3,06 litri, la quartara a 10 litri, il rotolo a 890,997 g, il cantaro a 100 rotoli. A Barile il quintale corrisponde a litri 110 - 112; a Melfi e Venosa lo staio corrisponde a 20 litri; a Forenza la pignatta è di 6,75 litri, la mezza pesa è di 10 litri; a Trecchina la pignatta è di 2,5 litri; ad Aliano la pesa è di 18 kg; a Genzano di Lucania e Palazzo San Gervasio la quartarola è di 5 litri.  

### Vino
Il barile corrisponde in media tra i 40 e i 50 litri; a Pietragalla il valore si discosta notevolmente in quanto corrisponde a 35 litri.
La soma a Melfi è di 165 litri; a Genzano di Lucania 265 litri; a Matera 175 litri; a Palazzo San Gervasio 272 litri (corrispondenti a 24 quartarole).

### Olive
Si misurano a quintale o a tomolo. Il tomolo è in media 55,5 litri. Ad Aliano 40 litri; a Genzano di Lucania 55,55 litri; a Nova Siri 28 litri; a Palazzo San Gervasio 55 litri; a Pisticci 64 litri; a Tricarico 56,56 litri; a Craco, Garaguso e Rotondella 56 litri.